# 国鉄1720形蒸気機関車
1720形は、かつて日本国有鉄道およびその前身である鉄道省に在籍したタンク式蒸気機関車である。

## 概要
元は、越後鉄道が1925年（大正14年）にの日本車輌製造で2両（製造番号144, 145）を製造した、2気筒単式で飽和式、車軸配置0-6-0(C)のサイド・ウェルタンク式25t級蒸気機関車である。越後鉄道では18, 19と称したが、1927年（昭和2年）の国有化によって鉄道省籍に編入され、1720形（1720, 1721）と改番された。本形式は、同時に発注された大小5両のうちの小さい方で、主に弥彦線での運用を想定したようである。制動装置は、手ブレーキと真空ブレーキであったが、真空ブレーキは国有化後に空気ブレーキに改造され、空気圧縮機と空気タンクが煙室側部のランボード上に増設された。固定軸距は、1,150mm+1,150mmの2,300mmである。
国有化後は、10年あまりそのまま越後線で使用されたが、その後は稲沢、敦賀、美濃太田等で入換用とされ、あるいは私鉄への貸し渡し用となった。廃車は1950年（昭和25年）3月で、そのうちの1両（番号不明）が信越化学工業武生工場に譲渡されている。

## 主要諸元
- 全長 : 6,506mm
- 全高 : 3,350mm
- 全幅 : 2,272mm
- 軌間 : 1,067mm
- 車軸配置 : 0-6-0(C)
- 動輪直径 : 940mm
- 弁装置 : ワルシャート式
- シリンダー（直径×行程） : 340mm×400mm
- ボイラー圧力 : 11.0 or 12.5kg/cm2
- 火格子面積 : 0.88m2
- 全伝熱面積 : 48.3m2
  - 煙管蒸発伝熱面積 : 44.1m2
  - 火室蒸発伝熱面積 : 4.2m2
- ボイラー水容量 : 1.7m3
- 小煙管（直径×長サ×数） : 45mm×2,652mm×132本
- 機関車運転整備重量 : 24.71t
- 機関車空車重量 : 19.20t
- 機関車動輪上重量（運転整備時） : 24.71t
- 機関車動輪軸重（第1動輪上） : 8.72t
- 水タンク容量 : 2.7m3
- 燃料積載量 : 1.13t
- 機関車性能
  - シリンダ引張力（0.85P）: 4,600 or 5,230kg
- ブレーキ装置 : 手ブレーキ、真空ブレーキ → 空気ブレーキ